# Vetschauer Berg
De Vetschauer Berg (Nederlands: Vetschouwerberg) is een heuvel in het westen van de Duitse stad Aken, ten zuiden van het gehucht Vetschau en vlak ten oosten van de Nederlandse grens bij Bocholtz. Geografisch gezien is het de noordelijke plateaurand van het Vaalser Heuvelland en zodoende vormt het in ruime zin de overgang vormt tussen de hooglanden van de Eifel in het zuiden en het laagland van de Nederrijnse Bocht in het noorden. De top ligt op circa 236 meter boven NN en de voet ligt ruim vijftig meter lager.

## Omschrijving
De Vetschauer Berg bestaat voor het grootste gedeelte uit landbouwgebied en langs de steile hellingen liggen restanten hellingbos. Het aansluitende plateau in het zuiden strekt zich verder uit tot de Schneeberg aan de rand van het dal van de Selzerbeek. Op de top van de heuvel ligt het landgoed Gut Paulinenhof, dat bestaat uit twee boerderijen en een voormalige windmolen waarvan thans enkel de romp nog resteert. De top biedt een weids uitzicht naar alle windrichtingen.
Rond de heuvel zijn zichtbare overblijfselen te vinden van de Westwall, ook wel bekend als de Siegfriedlinie. Zo liggen er enkele bunkers in de bossen verscholen en lopen er lange rijen drakentanden door de velden. Deze betonnen antitankhindernissen zijn op de meeste plaatsen inmiddels overwoekerd door onkruid, struiken en bomen maar enkele fragmenten zijn nog goed zichtbaar. Onder aan de helling loopt de autosnelweg A4 tussen Aken en Heerlen. De Vetschauer Berg huisvest het Windpark Vetschau, een windmolenpark dat bestaat uit negen windturbines. Er is ook een modelvliegveld.
Aan de voet van de heuvel ontspringt de Amstelbach, een beek die via de Anstelerbeek in Nederland in de rivier de Worm uitmondt.

## Fotogalerij

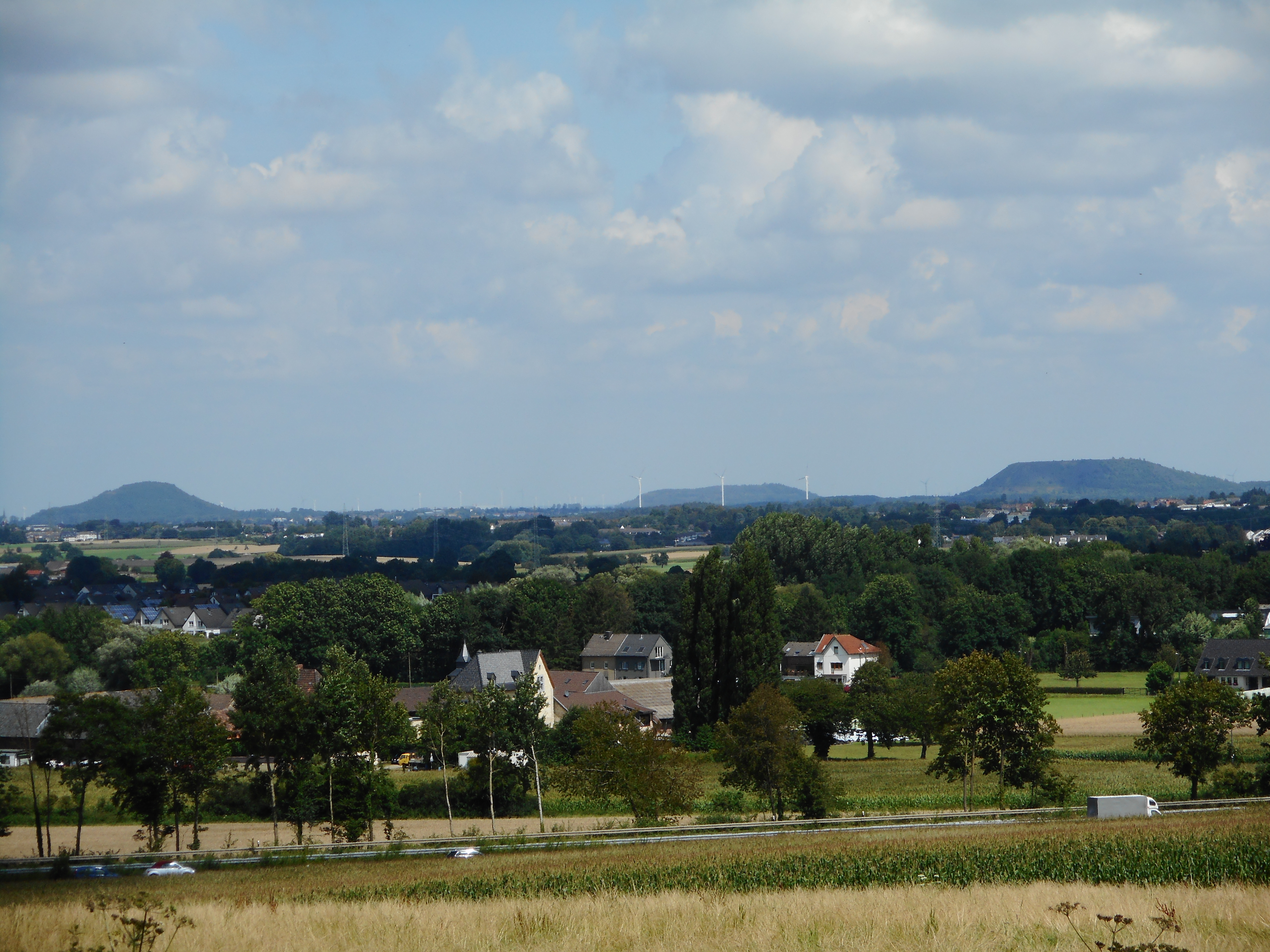
Uitzicht op het laagland rond Herzogenrath en Alsdorf in het noorden
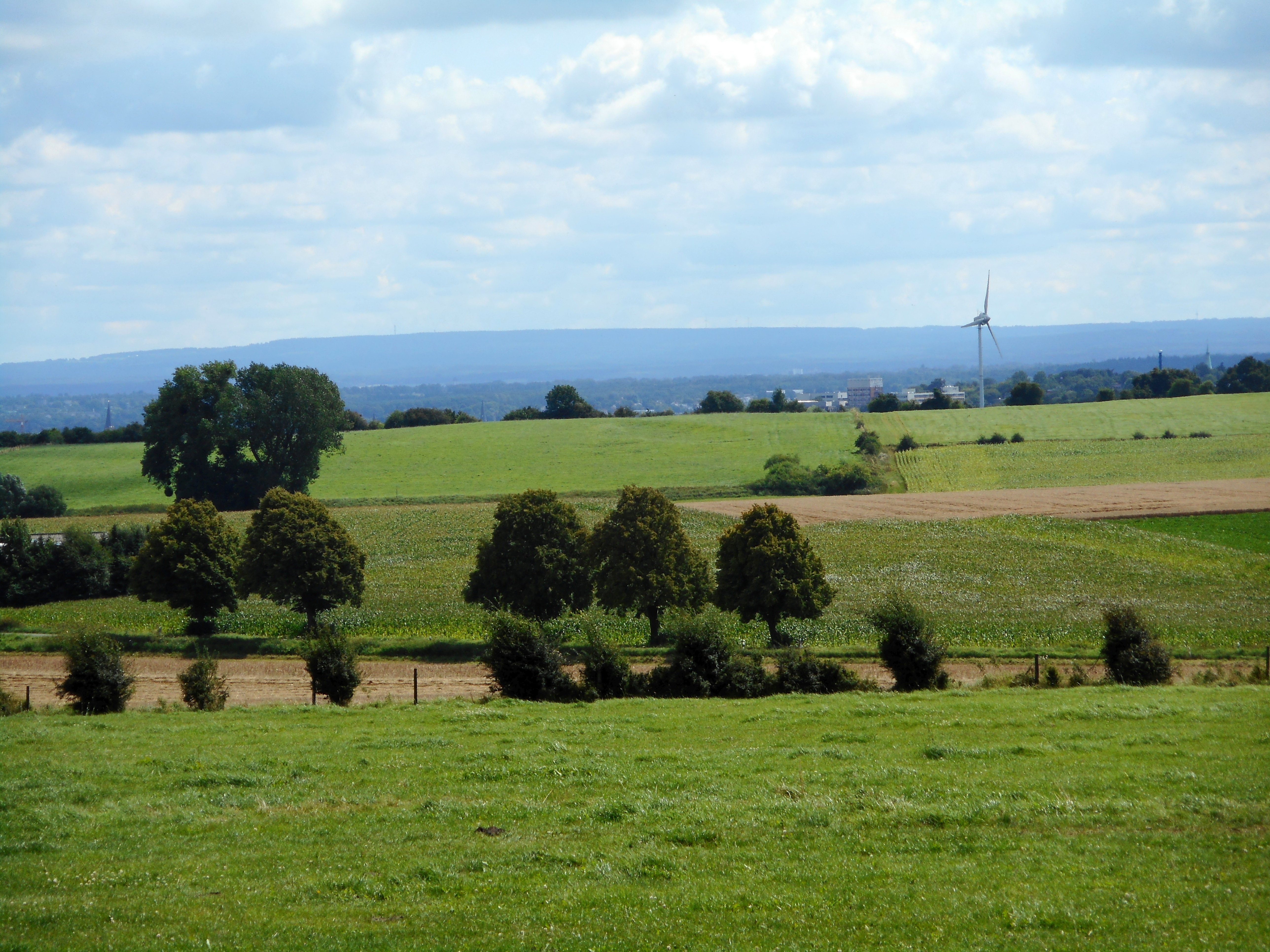
De Hoge Venen in het zuidoosten
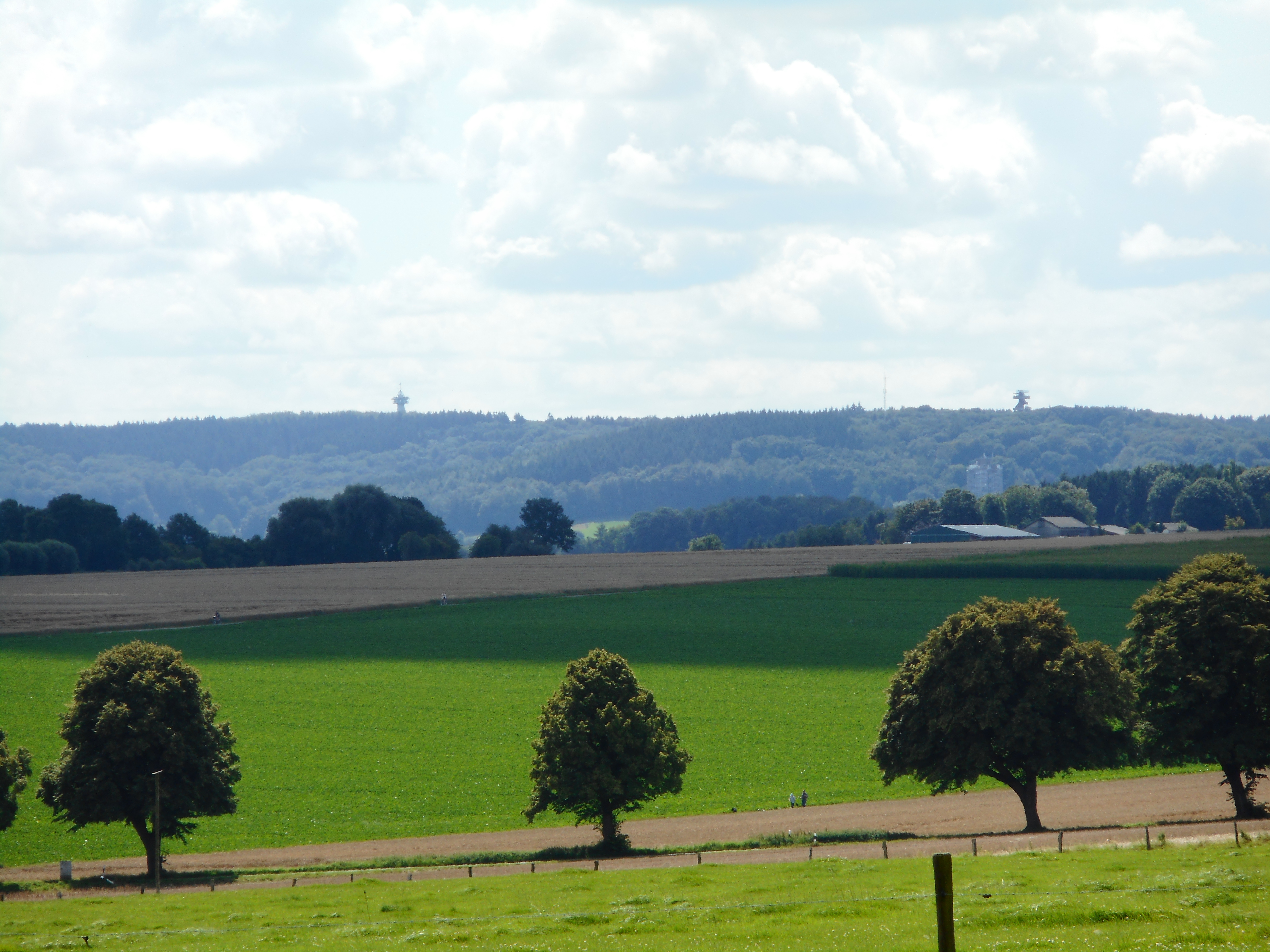
De Vaalserberg in het zuiden
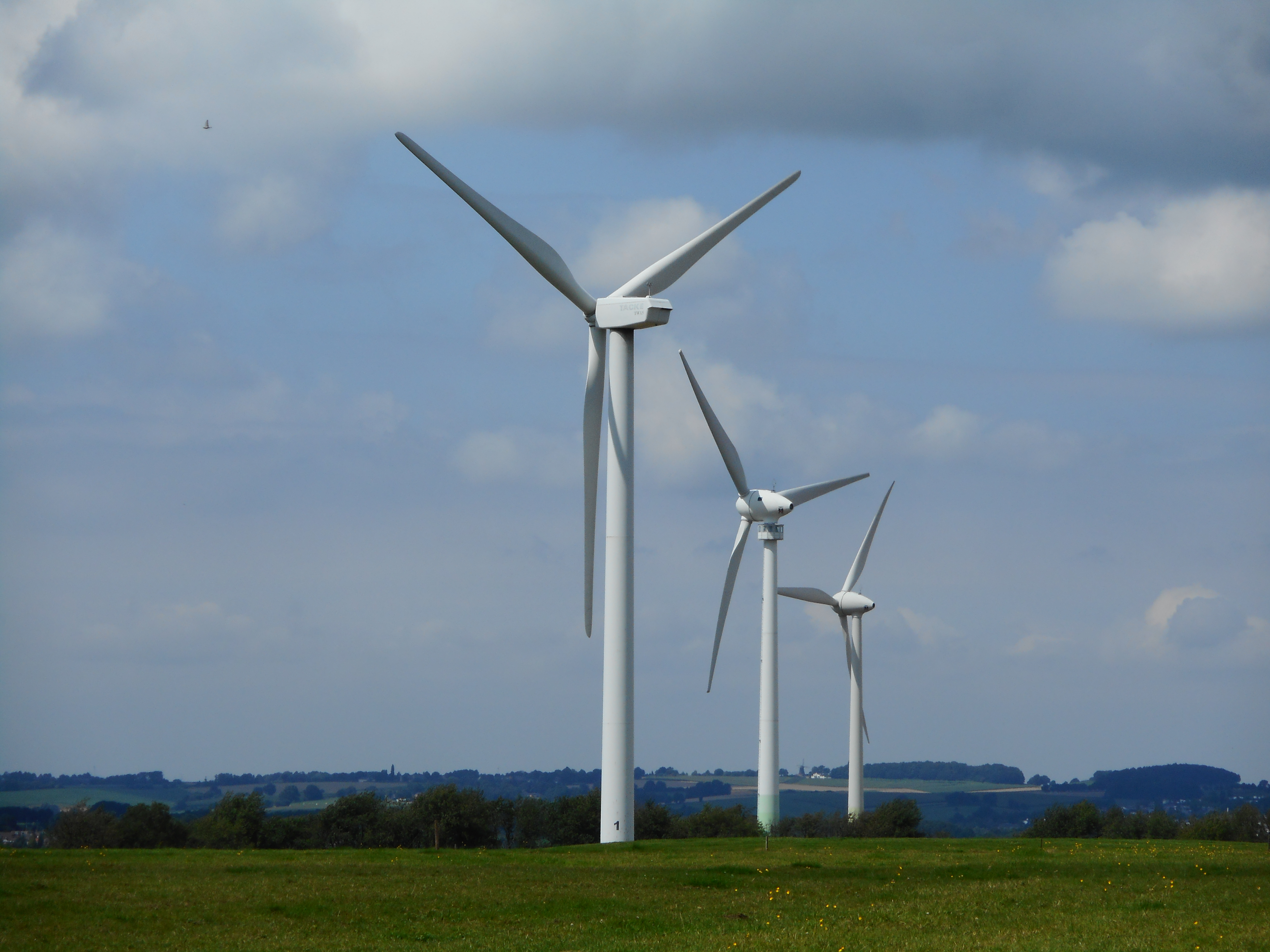
Windpark Vetschau
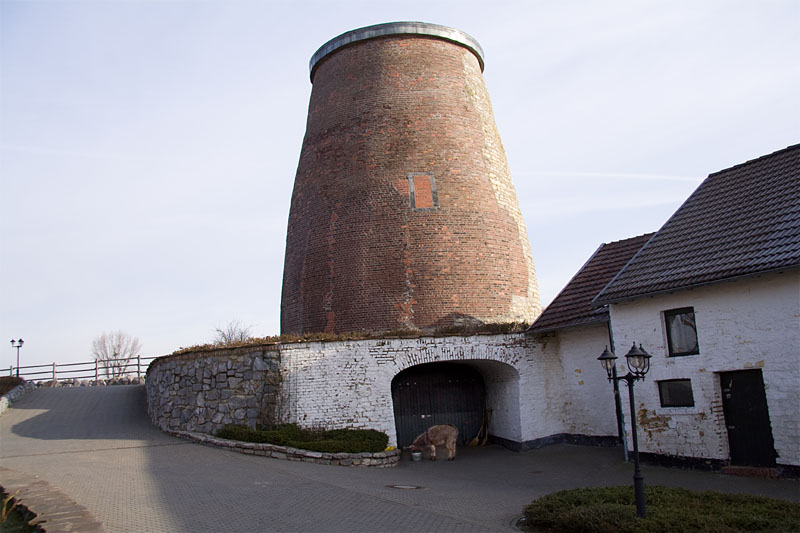
Vetschauer Molen
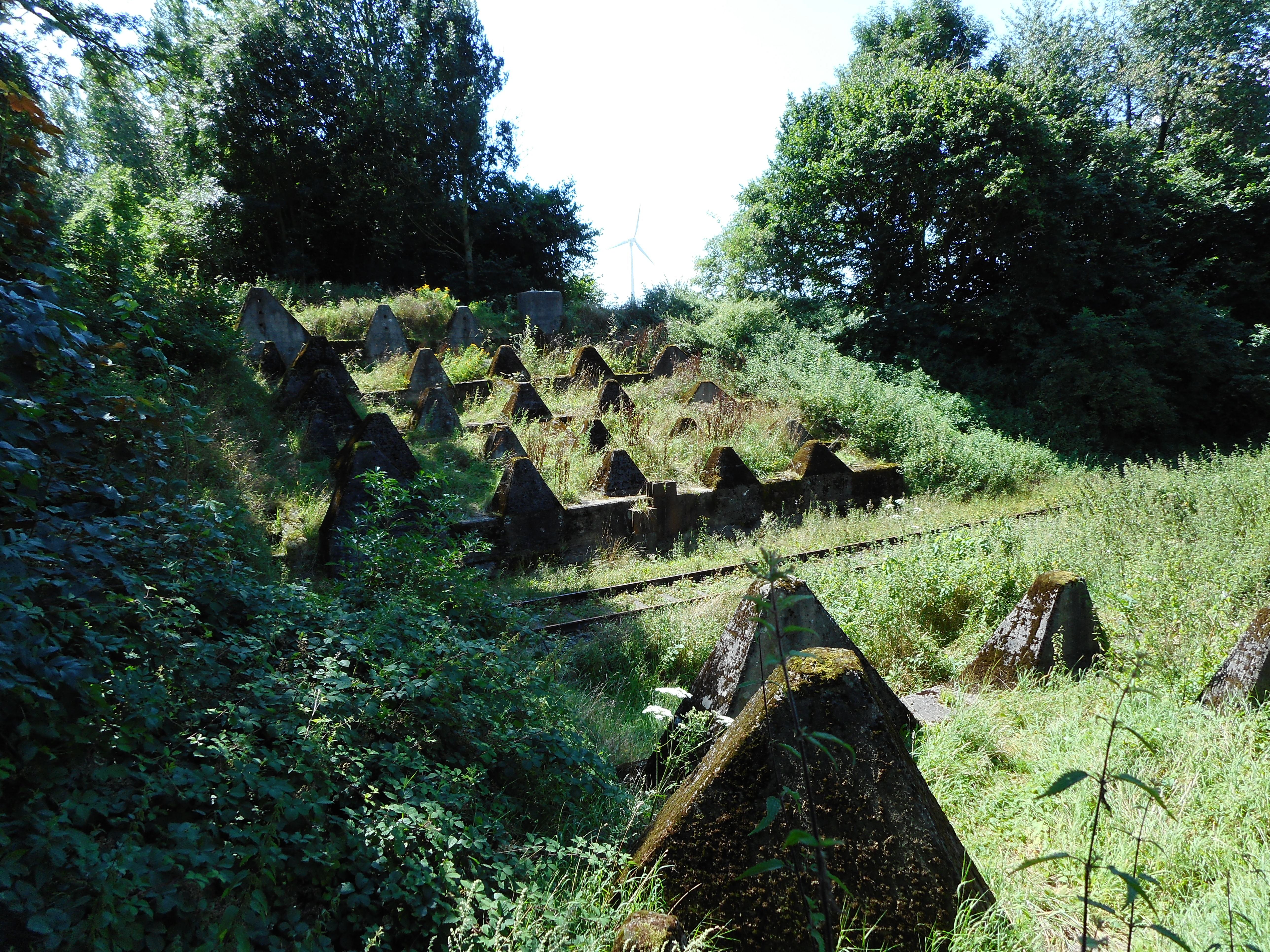
Drakentanden